# Sahryń
Sahryń (prononciation : [ˈsaxrɨɲ]) est un village polonais de la gmina de Werbkowice dans le powiat de Hrubieszów de la voïvodie de Lublin dans l'est de la Pologne.
Il se situe à environ 8 kilomètres au sud de Werbkowice (siège de la gmina), 16 kilomètres au sud de Hrubieszów (siège du powiat) et 107 kilomètres au sud-est de Lublin (capitale de la voïvodie).

## Histoire
Pendant la Seconde Guerre mondiale, au printemps de 1944, Sahryń a été l'un des 150 villages ukrainiens (avec sa minorité polonaise d'avant-guerre déjà déportés), qui a été brûlé par les partisans polonais (Armia Krajowa: (l'armée de l'intérieur: AK)) pendant le conflit de nettoyage ethnique avec l'Armée insurrectionnelle ukrainienne (UPA), le long de la ligne Curzon. Ce conflit a continué tout au long de juin 1944, résultant des bains de sang considérables des deux côtés et la destruction de dizaines de villages polonais et ukrainiens". Sahryń a été le lieu de la montée initiale de la contre-offensive de l'AK contre l'UPA, sous le commandement du lieutenant Zenon Jachymek, en raison de la force d'auto-défense ukrainienne stationnée là.

A l'aube, le 10 mars 1944, l'unité AK de la Division Hrubieszow attaque le village fortifié. Un lourd combat éclate. Les ukrainiens se sont retirés, mais les deux églises catholiques et orthodoxes dans Sahryń ont été brûlées. Quelque 700 villageois ont été tués par l'AK en représailles, et 260 fermes mis en feu.
Le monument à la mémoire des victimes ukrainiennes de l'AK dans Sahryń attend son dévoilement officiel. Il a été érigé en 2009, avec l'espoir que les deux présidents ukrainien et polonais viendraient assister aux cérémonies, mais il a été découverts des erreurs d'orthographe dans les noms. Le monument a été construit en Ukraine, avec la participation polonais.
De 1975 à 1998, le village est attaché administrativement à la voïvodie de Zamość.
Depuis 1999, il fait partie de la voïvodie de Lublin.